# 沢田和猫
沢田 和猫（さわだ かずこ、1940年9月23日 - ）は、日本の女性声優である。沢田和猫のオフィスニャン（個人事務所）所属。
神奈川県出身。

## 経歴
日本大学理工学部薬学科（現日本大学薬学部）卒。
以前は、沢田 和子（読みは同一）の名前で活動していたが、大の猫好きのため、「沢田和猫」に改名。また、かつてはテレビタレントビューロー、東京俳優生活協同組合、青二プロダクションに所属していた。
デビュー作は『アヒルのクックちゃん（アヒルのヤッキー）』のクック役。

## 人物
声種はメゾソプラノ。
趣味はジャズを歌うこと、聞くこと、ダンス。

## 出演

### テレビアニメ
1965年
- オバケのQ太郎（TBS版）
- W3（星真一）

1966年
- おそ松くん（第1作）（チビ太〈3代目〉）

1967年
- パーマン

1968年
- 怪物くん
- 巨人の星（1968年 - 1971年）

1969年
- アタックNo.1（中沢）
- ウメ星デンカ（サンカク）
- 佐武と市捕物控（おかね）
- ひみつのアッコちゃん（第1作）（かおり）

1970年
- 男どアホウ!甲子園（藤村球二）

1971年
- さるとびエッちゃん（1971年 - 1972年）
- 新オバケのQ太郎（P子、キザオ）
- 珍豪ムチャ兵衛
- 天才バカボン（1971年 - 1972年）

1972年
- 赤胴鈴之助
- 樫の木モック（ハゲタカの子、マリオ）
- 正義を愛する者 月光仮面（不二子）
- ど根性ガエル（1972年 - 1974年）
- ふしぎなメルモ（タッチ）
- マジンガーZ（1972年 - 1974年、兜シロー）

1973年
- エースをねらえ!（1973年 - 1974年）
- キューティーハニー（1973年 - 1974年、順平）
- けろっこデメタン（カニのカッチン）
- ジャングル黒べえ
- デビルマン（ララ）
- ドロロンえん魔くん（1973年 - 1974年）

1974年
- グレートマジンガー（1974年 - 1975年、兜シロー）
- 昆虫物語 新みなしごハッチ
- ドン・チャック（「ドン・チャック物語」パイロット版）（ドン・チャック）
- 魔女っ子メグちゃん

1975年
- 宇宙の騎士テッカマン（ララ）
- タイムボカン（イワン）
- ドン・チャック物語（ドン・チャック）
- UFOロボ グレンダイザー（1975年 - 1977年、牧場吾郎、レディガンダル）

1976年
- グロイザーX（サブ）
- 新ドン・チャック物語（ドン・チャック）
- UFO戦士ダイアポロン（ジョケツ元帥）

1977年
- 一発貫太くん（舟夫）

1978年
- 闘将ダイモス（強）
- 星の王子さま プチ・プランス（メルロ）

1979年
- SUE CAT（「スーキャット」パイロット版）（スー）
- 未来ロボ ダルタニアス（1979年 - 1980年、小丸次郎、ネシア将軍）

1980年
- 怪物くん（マルボン）
- がんばれゴンベ（ベンケイ）
- ルパン三世 (TV第2シリーズ)

1981年
- とんち民話がんばれ！彦一（パイロット版）（彦一）

1982年
- パタリロ!（トーマス、スクン1）

1984年
- とんがり帽子のメモル（ルパング）

### 劇場アニメ
1966年
- ジャングル大帝

1973年
- マジンガーZ対デビルマン（シロー）

1974年
- マジンガーZ対暗黒大将軍（兜シロー）

1975年
- アンデルセン童話 にんぎょ姫（ジェミー）
- グレートマジンガー対ゲッターロボ（シロー）
- グレートマジンガー対ゲッターロボG 空中大激突（シロー）

1976年
- UFOロボ グレンダイザー対グレートマジンガー（吾郎）

### OVA
- やる気まんまん 秘技芸者編（1989年、菊丸）

### ゲーム
- スーパーロボット大戦GC / XO（2004年 - 2006年、ネシア将軍）
- スーパーロボット大戦A PORTABLE（2008年、レディガンダル）

### 吹き替え
- 奥さまは魔女（リサ #213）
- アヒルのクックちゃん（クック）

### テレビドラマ
- 時間ですよ 第7話（1970年、TBS） - 食品会社の研究員
- がんばれ!!ロボコン（1975年、NETテレビ） - ロボペチャの声、ロボピョンの声

### テレビ番組
- プレイ・プレイ・プレイ！（1973年、東京12チャンネル） - 幼児番組のおねえさん役を担当。番組主題歌もキャニオンレコードより発売。

### ソノシート
- テレビ・マンガ・アイドル大かつやく物語 第2集オバケのQたろう（Q太郎）